# Карін Фоссум
Карін Фоссум (норв. Karin Fossum, нар. 6 листопада 1954, ім'я при народженні Карін Матісен) — норвезька письменниця, автор детективних романів.

## Життєпис
Карін Матісен народилася 6 листопада 1954 року в Саннефіорді, Норвегія. У 16 років Карін кинула школу і пішла працювати. Змінила багато місць роботи, доглядала за людьми з розумовими вадами, тими, хто проходив наркологічну реабілітацію, старими, продавала взуття та була водієм таксі.
1974 року опублікувала збірку віршів «Kanskje i morgen» (укр. «Можливо, завтра»). Книга мала успіх у читачів і критиків, отримала премію Тар'єя Весоса за найкращий дебют. Друга збірка віршів Карін Матісен, «Med ansiktet i skyggen» (укр. «З його лицем у тіні»), вийшла друком 1978 року. На деякий час Карін припинила літературну діяльність, вийшла заміж, народила дві дочки, але шлюб тривав недовго.
На початку 90-х років було надруковано дві збірки її оповідань: «I et annet lys» (1992; укр. «В іншому світлі») і «Søylen» (1994; укр. «Шпальта»), а 1995 року — кримінальний роман «Evas øye» (укр. «Око Еви»), де вперше з'являється інспектор Конрад Сейєр. Прізвище інспектора в перекладі значить «перемога», що неодноразово обігрується в діалогах персонажів.
Головний герой романів Фоссум, інспектор поліції Конрад Сейєр, є винятковим персонажем для скандинавських детективів. Він тихий, старомодний і ввічливий удівець, що ніколи не втрачає самоконтролю і не дратує свого боса. Він виховує онука — сироту із Сомалі, всиновленого його донькою й зятем, дуже сумлінно ставиться до роботи, і головною зброєю в його прагненні до істини є не пістолет, а віра в справедливість, глибока емпатія і необхідність розуміння поведінки злочинця. Сама Фоссум вважає фігуру детектива не дуже важливою, допоміжною. Вона каже, що «він присутній у книзі, тому що в нього є робота для мене, але я ніколи не маю наміру робити його головним персонажем».
Серія романів про інспектора Конрада Сейєра принесла Карін Фоссум популярність. Книги з цієї серії було відзначено норвезькими та скандинавськими літературними преміями й набули популярності у всьому світі. Книги Фоссум перекладено багатьма мовами, за ними знімають художні фільми та телесеріали. Це, зокрема, італійський фільм «Дівчина біля озера» (Ragazza del lago, 2007, режисер Андреа Молайолі) за романом «Не озирайся!» («Se deg ikke tilbake!»), норвезькі «Будинок Гейлса» (De Gales hus, 2008, режисер Ева Ісаксен), «Плач у лісі» (De Den som frykter ulven, 2004, режисер Еріх Гертнагль) тощо.

## Премії
- 1974 Премія Тар'єя Весоса за найкращий дебют «Kanskje i morgen»
- Премія Рівертона «Золотий револьвер»[no]
  - 1996 за найкращий норвезький детективний твір «Se deg ikke tilbake»[5]
  - 2014 за найкращий норвезький детективний твір «Helvetesilden»[5]
- 1997 Премія «Скляний ключ» за найкращий скандинавський детективний роман «Se deg ikke tilbake»[6]
- 1997 Премія норвезьких книготорговців[no] за найкращу книгу «Den som frykter ulven»
- 2000 Премія Брагі[no] у категорії «Відкритий клас» за роман «Elskede Poona»[7]
- 2002 Премія Мартіна Бека Шведського товариства письменників детективного жанру за роман «Svarte sekunder»[8]
- 2003 Премія Cappelen[no][9]
- 2007 Премія Гамші за найкращий європейський детективний роман року «Når djevelen holder lyset» (в перекладі англійською «When the Devil Holds the Candle»)[10]
- 2008 Книжкова премія Los Angeles Times[en] в категорії Детектив/Триллер за 2007 рік роман «Elskede Poona»[11]
- 2013 Премія Амалії Скрам[no] за загальний внесок[12]

#### Збірки віршів
- 1974 — Kanskje i morgen (укр. «Можливо, завтра»)
- 1978 — Med ansiktet i skyggen («З його лицем у тіні»)
- 2012 — Natten er et annet land «Ніч в іншій країні»)
- 2015 — Vi som er døde («Ми, ті, що померли»)

#### Збірки оповідань
- 1992 — I et annet lys (укр. «В іншому світлі»)
- 1994 — Søylen («Шпальта»)
- 2014 — En mørk fløytetone: festskrift til Karin Fossum («Темний тон флейти: святковий лист Карін Фоссум»), есе

#### Серія книг про Конрада Сейєра та Якоба Скарре
- 1995 — Evas øye (укр. «Око Еви»)
- 1996 — Se deg ikke tilbake! («Не озирайся!»)
- 1997 — Den som frykter ulven («Той, хто боїться вовка»)
- 1998 — Djevelen holder lyset («Диявол береже світло»)
- 2000 — Elskede Poona («Кохана Пуна»)
- 2002 — Svarte sekunder («Чорні секунди»)
- 2004 — Drapet på Harriet Krohn («Убивство Гаррієт Крон»)
- 2007 — Den som elsker noe annet («Той, хто любить щось інше»)
- 2008 — Den onde vilje («Зла воля»)
- 2009 — Varsleren («Інформатор»)
- 2013 — Carmen Zita og døden («Кармен Зіта і смерть»}})
- 2014 — Helvetesilden  («Оперізувальний лишай»)
- 2016 — Hviskeren («Пліткарі»)
- 2018 — Formørkelsen («Затемнення»)

#### Інші романи
- 1999 — De Gales hus (укр. Будинок Ґейла)
- 2002 — Jonas Eckel (Йонас Еккель)
- 2003 — Natt til fjerde november (Ніч проти четвертого листопада)
- 2006 — Brudd (Перерва)
- 2011 — Jeg kan se i mørket (Я можу бачити в темряві)